# Lamin Sarjo Samateh
Lamin Sarjo Samateh (* 20. Dezember 1993 in Fajara) ist ehemaliger ein gambischer Fußballspieler, der als Verteidiger für den Samger FC spielte.
Der gebürtige Fajaraer startete seine Karriere beim örtlichen Verein S. Vlaer Tallinding und verhalf ihm zu einer Reihe von Junioren-Meistertiteln. Er machte einen solchen Eindruck, dass er Mannschaftskapitän wurde, bevor er 2006 zu Samger FC wechselte. Samateh verhalf Samger FC zum Gewinn des Gambian Super Cup, und ein Jahr später belegte der Verein den zweiten Platz in GFA League First Division 2007/08. Mit seinen 11 Toren bei der gambischen Meisterschaft 2010 gewann er zum zweiten Mal in Folge den SJAG Player of the Year Award.
Auf Nationalmannschaftsebene war er Teil der gambischen Mannschaft bei der FIFA U-17-Weltmeisterschaft 2009. Zuvor half er Gambias U-17-Spielern, das Fußballturnier der Pepsi Academy zu gewinnen. Er wurde Teil der gambischen U-20-Mannschaft, die sich die Qualifikation für die Meisterschaft 2011 in Südafrika sicherte.
Am 29. März 2011 erhielt er den Ruf, die gambische Nationalmannschaft zu vertreten. Am 17. März 2019 gab er im Alter von 25 Jahren seinen Rücktritt vom Fußball bekannt.